# ゆだ錦秋湖駅
ゆだ錦秋湖駅（ゆだきんしゅうこえき）は、岩手県和賀郡西和賀町耳取（みみどり）にある、東日本旅客鉄道（JR東日本）北上線の駅である。

## 歴史
- 1924年（大正13年）11月15日：横黒線陸中大石駅（りくちゅうおおいしえき）として開業[1]。
- 1939年（昭和14年）11月1日：電報取扱開始[3]。
- 1962年（昭和37年）12月1日：湯田ダム（錦秋湖）建設のためルート変更、現在地に移転[1]。
- 1963年（昭和38年）10月31日：電報取扱廃止[4]。
- 1973年（昭和48年）3月31日：貨物の取り扱いを廃止[5]。
- 1984年（昭和59年）2月1日：荷物扱い廃止[5]。
- 1986年（昭和61年）11月1日：交換設備撤去。無人化[6]。
- 1987年（昭和62年）4月1日：国鉄分割民営化により、JR東日本の駅となる[1]。
- 1991年（平成3年）6月20日：ゆだ錦秋湖駅に改称[1]。
- 2024年（令和6年）10月1日：えきねっとQチケのサービスを開始[2][7]。

## 駅構造
単式ホーム1面1線を有する地上駅で、北上駅管理の無人駅である。1986年（昭和61年）10月までは島式ホーム1面2線を有する交換駅であった。

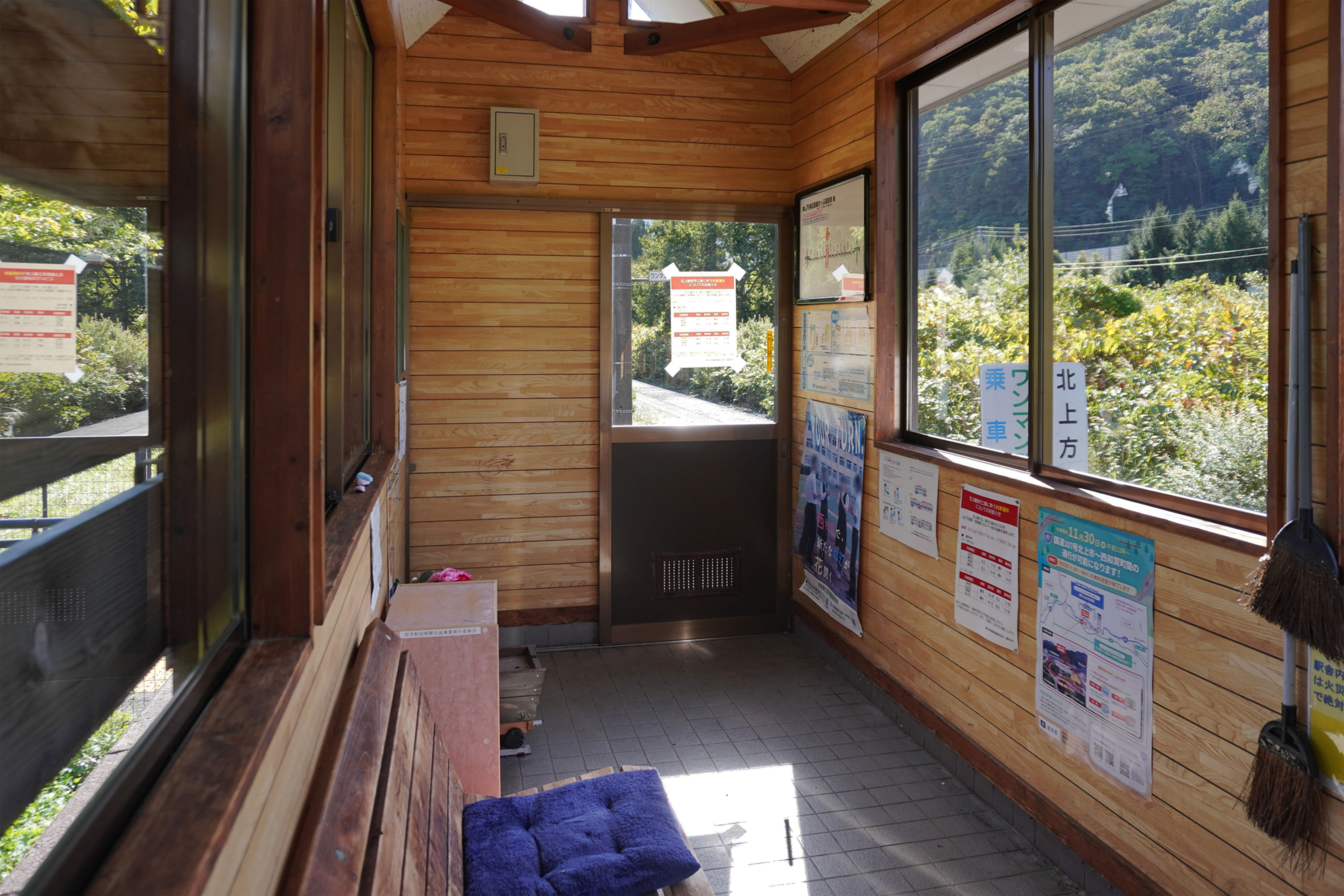
待合室（2023年10月）
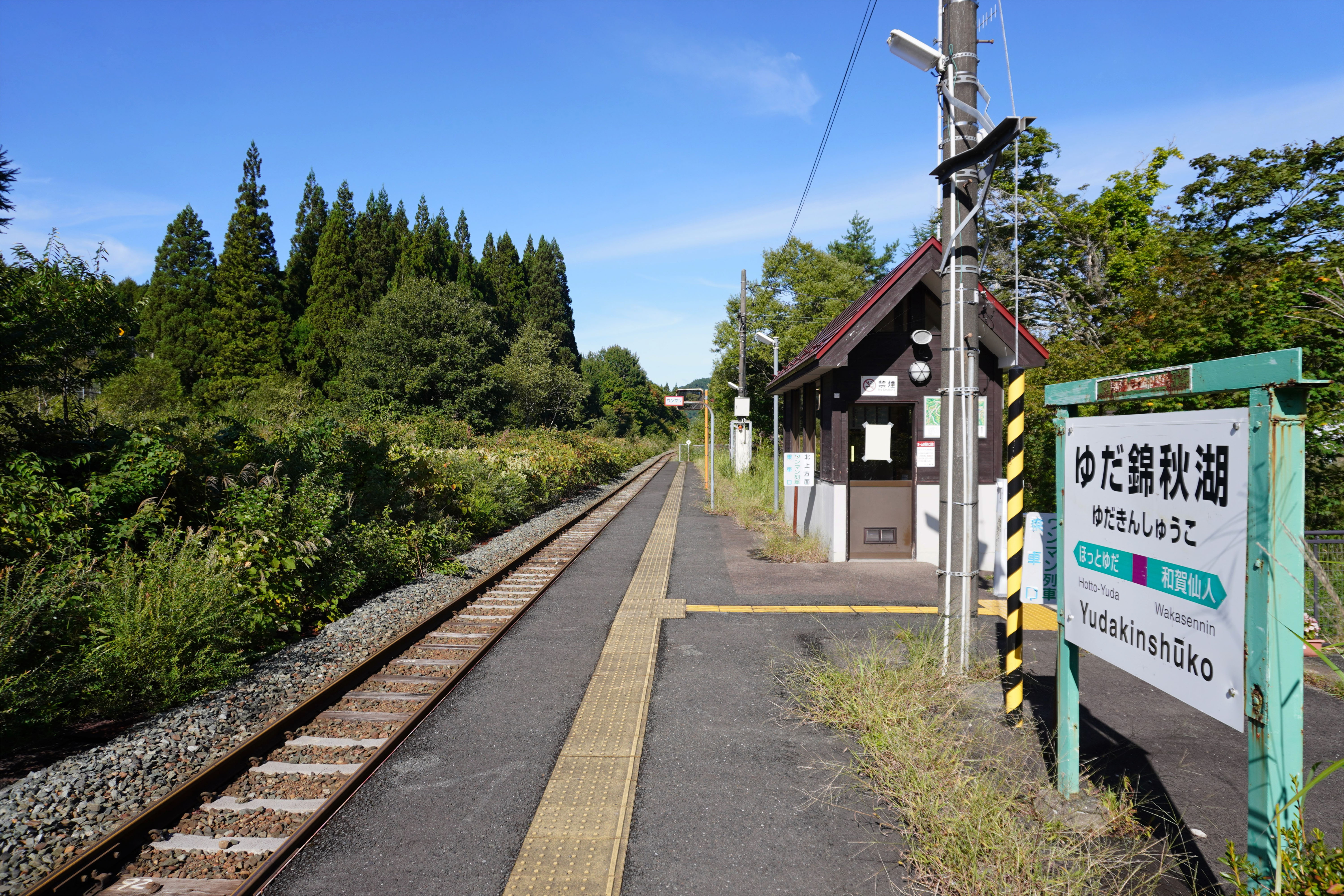
ホーム（2023年10月）

## 駅周辺
- 大石簡易郵便局
- 岩手県道133号ゆだ錦秋湖停車場線
- 錦秋湖
- 秋田自動車道 錦秋湖サービスエリア
- 国道107号

## 隣の駅
東日本旅客鉄道（JR東日本）
■北上線
□快速・■普通
和賀仙人駅 - *大荒沢信号場 - ゆだ錦秋湖駅 - ほっとゆだ駅
*打消線は廃止信号場